# Семенюк Віталій Григорович
 Віталій Григорович Семенюк — старший лейтенант Збройних сил України, учасник російсько-української війни, що відзначився під час російського вторгнення в Україну в 2022 році.

## Життєпис
Віталій Семенюк народився в місті Малин Житомирської області. На початку весни 2022 року відзначився в боях проти ворога на Ізюмському напрямку. За особисту мужність і самовіддані дії, виявлені у захисті державного суверенітету та територіальної цілісності України, вірність військовій присязі Указом Президента від 15 квітня 2022 року офіцера було нагороджено орденом Богдана Хмельницького III ступеня

## Родина
Є дружина, двоє внуків.  

## Нагороди
- орден Богдана Хмельницького III ступеня  (2022) — за особисту мужність і самовіддані дії, виявлені у захисті державного суверенітету та територіальної цілісності України, вірність військовій присязі[3]